# Аурат калия
Аурат калия — неорганическое соединение,
комплексный окисел металлов калия и золота с формулой K[AuO2],
растворяется в воде,
образует кристаллогидрат — светло-жёлтые кристаллы.

## Получение
- Кипячение метагидроксида золота(III) в растворе гидроокиси калия:

{\displaystyle {\mathsf {AuO(OH)+KOH+2H_{2}O\ {\xrightarrow {100^{o}C}}\ K[AuO_{2}]\cdot 3H_{2}O}}}
- Обменная реакция с ауратом бария:

{\displaystyle {\mathsf {Ba[AuO_{2}]_{2}+K_{2}SO_{4}+6H_{2}O\ {\xrightarrow {100^{o}C}}\ 2K[AuO_{2}]\cdot 3H_{2}O+BaSO_{4}\downarrow }}}

## Физические свойства
Аурат калия образует кристаллогидраты состава K[AuO2] · 3H2O — светло-жёлтые кристаллы.
Растворяется в воде и этаноле.